# Papilio ophidicephalus
Bướm phượng hoàng đế (Papilio ophidicephalus)là một loài bướm thuộc họ Papilionidae. Nó được tìm thấy ở châu Phi cận Sahara.
Sải cánh dài 90–110 mm ở con đực và 100–120 mm ở con cái. Chúng đẻ hai lứa tháng 8 đến tháng 12 và tháng 1 đến tháng 4.
Ấu trùng ăn Clausena inqequalis, Fagara capensis, Calodendron capense, Citrus spp., Clausena anisata, Zanthoxylum spp.

## Phụ loài
Listed alphabetically.
- P. o. ayresi van Son, 1939
- P. o. chirinda van Son, 1939
- P. o. cottrelli van Son, 1966
- P. o. entabeni van Son, 1939
- P. o. ophidicephalus Oberthür, 1878
- P. o. phalusco Suffert, 1904
- P. o. mkuwadzi Gifford, 1961
- P. o. niassicola Storace, 1955
- P. o. transvaalensis van Son, 1939
- P. o. zuluensis van Son, 1939